# توماش کت
توماش کُت (لهستانی: Tomasz Kot؛ زادهٔ ۲۱ آوریل ۱۹۷۷) بازیگر اهل لهستان است.
از فیلم‌ها یا برنامه‌های تلویزیونی که وی در آن نقش داشته‌است، می‌توان به خدایان، یوما، هیچ ردی باقی نگذار، هانس کلوس، قماری بالاتر از زندگی، تستوسترون، مرد ایده‌آل برای دوست‌دخترم، گوش آقای رئیس، سیل، در خوشی و سختی، مقدرشده برای بلوز، سال‌های شیرین، درهم‌شکستن محدودیت‌ها، کارآگاهان جنایی، پرستار کودک، ردپا و جنگ سرد اشاره کرد.